# Rainbow War
Rainbow War ist ein US-amerikanischer Kurzfilm aus dem Jahr 1985 von Bob Rogers.

## Inhalt

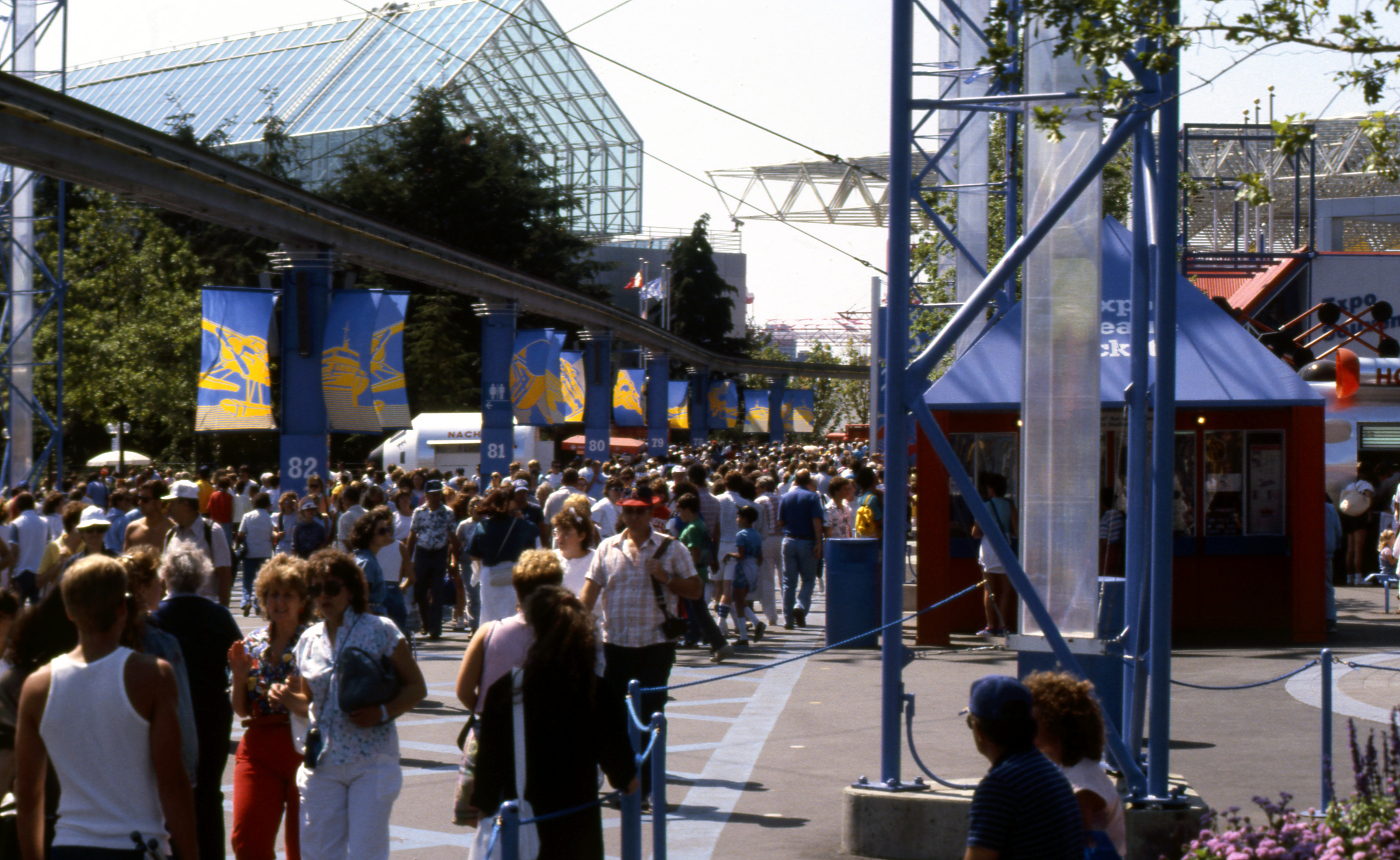
Expo-Gelände in Vancouver, wo der Film anlässl. der Weltausstellung lief

Es herrschte eine Zeit, da gab es drei Königreiche, ein Blaues, ein Rotes und ein Goldenes. Sie schwebten separat im Raum, sodass sie sich zwar gegenseitig sehen, aber weder miteinander kommunizieren noch sich besuchen konnten. Im blauen Königreich war die herrschende Farbe natürlich Blau, weil man blau als besonders schön empfand. Im roten Königreich hatte man die Farbe Rot gewählt, weil es eine warme Farbe ist, trotzdem regierte die Angst vor allem, was anders war. Das Goldene Königreich duldete nur seine goldene Farbe, die Farben Blau und Rot wurden verboten. Diese fanatische Besessenheit für eine bestimmte Farbe, die sich sogar auf die Pflanzenwelt und die Architektur erstreckte, wurde den drei Königreichen zum Verhängnis, da sie nicht voneinander profitieren konnten. Das wirkte sich auch auf die Erziehung der Kinder des jeweiligen Königreichs aus, die sehr einseitig und wenig befruchtend war.
Dann jedoch gelingt es Yellow Boy aus dem Goldenen Reich einen fliegenden goldenen Ring zu erschaffen, mit dem er zu den beiden anderen Königreichen gelangen kann. Beim Anblick des Ringes kommt dem König aus dem Blauen Königreich eine Idee für einen Heißluftballon, mit dem es seinem Volk möglich wäre, die beiden anderen Königreiche zu besuchen. Nachdem Yellow Boy das Blaue Königreich erkundet hat, begibt er sich weiter zum Roten Reich und trifft dort auf die Red Princess, in die er sich verliebt. Er schenkt ihr seinen goldenen Schal und erhält im Gegenzug eine rote Blume. Als er zurück in sein Goldenes Reich kommt, wird er zuerst als Held gefeiert, als er der Yellow Queen jedoch die rote Blume überreicht, von den Wachen gefangen genommen. In der Folge kommt es zum Krieg zwischen den drei Reichen, weil die Angst vor dem Neuen groß ist und
jedes Reich die Vorherrschaft mit seiner Farbe ausüben möchte.
Dem Zauber, als sich blaue mit gelber Farbe mischt und zu Grün wird, können sich selbst die Soldaten nicht entziehen. Als sich Rot mit anderen Farben mischt, entdecken die Einwohner der Königreiche Orange und Lila und sind fasziniert von dem, was ihre Augen zu sehen bekommen. Als in all dem Durcheinander die Red Princess in einen Fluss fällt, in dem sich die drei Farben der drei Reiche inzwischen vermischt haben, bündeln alle drei Reiche ihre Kräfte, was am Ende dazu führt, dass der Ring des Yellow Boy alle Farben speichert und die Menschen zum ersten Mal in ihrem Leben einen Regenbogen sehen, der die Rote Prinzessin mit magischen Kräften aus dem Fluss zieht. Obwohl die Yellow Queen immer noch Krieg führen will, ignorieren die Truppen ihre Befehle und beschließen, sie als Herrscherin abzusetzen. Nun endlich dürfen alle Farben sich miteinander und untereinander mischen und die Königreiche erstrahlen in neuem Glanz. Regenbogenbrücken verbinden sie miteinander, sodass die Menschen sich jederzeit besuchen können. Der Farbenkrieg ist zu Ende und alle drei Königreiche haben an Vielfalt gewonnen.

## Produktion und Hintergrund
Es handelt sich um eine Produktion der Bob Rogers & Company Inc. BRC Imagination Arts. Der knapp 20-minütige Live-Action-Kurzfilm wurde anlässlich der Expo 86 in der kanadischen Stadt Vancouver erstellt.
Der Film arbeitet zum Großteil mit Musik und nur wenigen Dialogen. Jede Farbe hat ihre eigene Musik, eine für den Yellow Boy, den Helden der Geschichte, eine für die Liebe und jeweils eine für jedes Reich.

## Auszeichnungen
Auf der Oscarverleihung 1986 war Bob Rogers mit dem Film für einen Oscar in der Kategorie „Bester Kurzfilm“ (Live Action) nominiert. Die Auszeichnung ging jedoch an Jeffrey D. Brown und Chris Pelzer und den Film Molly’s Pilgrim.
Auf dem São Paulo International Film Festival im Jahr 1987 erhielt Regisseur Rogers den Kritikerpreis. Beim Chicago International Film Festival wurde er in der Kategorie „Bester Kurzfilm“ für den Gold Hugo nominiert.